# Carl Christensen
Carl Frederik Albert Christensen (16 de enero de 1872 – 24 de noviembre de 1942) fue un botánico sistemático danés.
Se gradúa en historia natural en la Universidad de Copenhague bajo el profesor Eugenius Warming. Fue luego maestro de escuela en Copenhague, y más tarde superintendente en el Museo Botánico del Jardín Botánico de la Universidad de Copenhague. Se especializó en helechos y publicó un catálogo de las Pteridófitas del mundo, Index Filicum.
Además, fue autor de una obra en tres volúmenes de historia de la Botánica en Dinamarca.

## Algunas publicaciones
- Christensen, Carl. 1905–06. Index Filicum. 744 s. Index Filicum Supplementum I-III (1913–17). Reimpreso 1973 × Koeltz Antiquariat

- Christensen, Carl. 1924-1926. Den danske botaniks historie med tilhørende Bibliografi. København, H. Hagerups Forlag. Tres vols. 680 s.
- La abreviatura «C.Chr.» se emplea para indicar a Carl Christensen como autoridad en la descripción y clasificación científica de los vegetales.[1]